# Santa Fe (provins)
Santa Fe (Provincia de Santa Fe) är en argentinsk provins med en yta på 133 007 km² och 3 000 701 invånare (år 2001). Huvudort i provinsen är staden Santa Fe med 370 000 invånare; den största staden är dock Rosario med 1,1 miljoner. Santa Fe gränsar till provinserna Chaco, Corrientes, Entre Ríos, Buenos Aires, Córdoba och Santiago del Estero.
Lantbruket är en viktig inkomstkälla för Santa Fe, och då speciellt odling av sojabönor och vete. Det finns också en del industri, främst fokuserad på lantbruksproduktion, vilket inkluderar bland annat lantbruksmaskiner, mejeriprodukter och raffinering av vegetabiliska oljor.